# 古拉卜·辛格

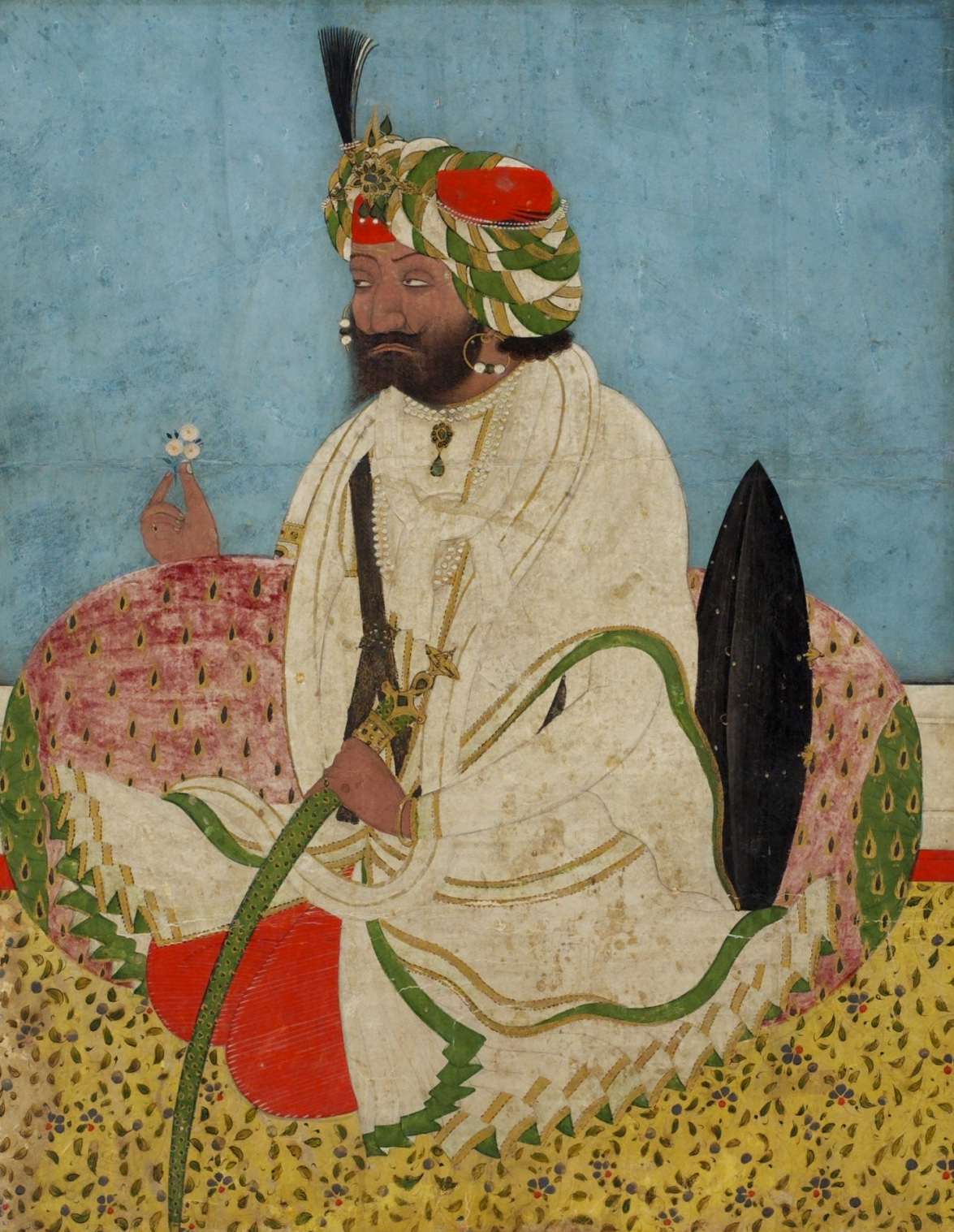
古拉卜·辛格

古拉卜·辛格（Gulab Singh，1792年—1857年）是查谟-克什米尔土邦的第一代拉贾，为多格拉王朝的建立者。
古拉卜出生在当地道格拉人家庭，其家族为查谟的世袭王公。他幼年的时候受到祖父的照顾，并向名将左拉瓦尔·辛格学习骑马术和战争技巧。1808年，锡克帝国君主兰吉特·辛格入侵查谟，16岁的他率兵抵抗，但战败。查谟被降为锡克帝国的附庸国。1809年，他前去杜兰尼王朝首都喀布尔，成为舒亚·沙阿（Shah Shujah）的雇佣兵的一员。他因战功受到提拔，但后来与杜兰尼王朝发生冲突，王国被废除，因此转而效命于锡克帝国，并进攻杜兰尼王朝。
1822年，古拉卜被锡克帝国封为查谟王公。1834年，派遣左拉瓦尔·辛格入侵拉达克，后来又征服巴尔蒂斯坦和西藏的阿里地区。不过1841年左拉瓦尔在西藏中伏击身亡后，丧失了对阿里地区的统治。
1845年，第一次英国锡克战争爆发，锡克帝国战败，被迫与英国议和，割让大量领土。根据《拉合尔条约》，查谟-克什米尔从锡克帝国中独立，成为英属印度的一个土邦。古拉卜为该土邦的第一任马哈拉贾。